# Johannes Divjak
Johannes Divjak (* 1943) ist ein österreichischer Klassischer Philologe.

## Leben
Nach der Matura 1960 und dem Studium der Klassischen Philologie an der Universität Wien wurde er am 22. Dezember 1966 bei Rudolf Hanslik mit der Arbeit  S. Aureli Augustini expositio quarundam propositionum ex epistola ad Romanos, expositio in epistolam ad Galatas, expositio ad Romanos inchoata promoviert.
Als Mitarbeiter eines Projekts der Österreichischen Akademie der Wissenschaften zur Katalogisierung aller Manuskripte der Schriften des Augustinus ("Die handschriftliche Überlieferung der Werke des Heiligen Augustinus") entdeckte er 1975 in einer Handschrift der Bibliothèque Municipale in Marseille 29 bis dahin unbekannte Briefe des Augustinus, die heute häufig als die "Divjak-Briefe" bezeichnet werden. 1977 wurde ihm der Kardinal-Innitzer-Förderungspreis für Geisteswissenschaften verliehen.
Bis zur Pensionierung 2008 war er außerordentlicher Professor am Institut für Klassische Philologie, Mittel- und Neulatein der Universität Wien.